# Tamás Mocsai
Tamás Mocsai (ur. 9 grudnia 1978 w Budapeszcie), węgierski piłkarz ręczny, występujący na pozycji prawego rozgrywającego. Jego atrybuty fizyczne to 196 cm i 93 kg. Obecnie występuje w węgierskim MKB Veszprém KC. Wcześniej grał w takich klubach jak Dunaferr SE Dunaújváros, gdzie wywalczył mistrzostwo kraju w sezonie 2000/2001 (79 występów i 354 gole), szwajcarski TV SuhrHANDBALL (52 występy i 373 bramki), Pfadi Winterthur (22 występy i 119 goli) oraz występujące w niemieckiej Bundeslidze SG Kronau/Oestringen i TBV Lemgo. W reprezentacji Węgier zaliczył 56 meczów, w których trafił do bramki rywala 146 razy. Wraz z drużyną narodową uczestniczył w MŚ 2007 rozgrywanych w Niemczech, gdzie Węgrzy zajęli 9. miejsce.

## Sukcesy
- 2000:  mistrzostwo Węgier
- 2000:  finalista pucharu Zdobywców Pucharów
- 2001:  puchar Węgier
- 2010:  puchar EHF
- 2012:  puchar Zdobywców Pucharów
- 2012:  wicemistrzostwo Niemiec